# 早川朋宏
早川 朋宏（はやかわ ともひろ、1990年1月2日 - ）は、愛知県大府市出身の元自転車競技（ロードレース）選手。

## 経歴
高校から自転車競技を始め、法政大学に進学。大学在籍中の2010年・2011年には、研修生として愛三工業レーシングチームの加入したほか、第67回全日本大学対抗選手権自転車競技大会で優勝を果たす。大学卒業後は、NIPPOに所属し、イタリアを拠点に活動していた。2014年には兼ねてより希望していた地元の愛三工業レーシングチームに移籍し、2019年まで選手として在籍。その後引退し、2020年から2022年まで愛三工業レーシングチームのチームスタッフとして活動。2022年をもって愛三工業を退職し、和光ケミカルに入社した。

## 主な実績
2011年
- 第67回全日本大学対抗選手権自転車競技大会 - 優勝

2015年
- ツール・ド・ランカウイ
第7ステージ 16位 アジアンリーダー賞[4]